# Arcus Novus
Arcus Novus, även benämnd Diocletianus triumfbåge, var en triumfbåge på centrala Marsfältet i antikens Rom. Den uppfördes på initiativ av kejsar Diocletianus omkring år 304 e.Kr. Bågen, som spände över Via Lata, revs under påve Innocentius VIII:s pontifikat (1484–1492) vid tillbyggnaden av kyrkan Santa Maria in Via Lata. Bågen var dekorerad med reliefer föreställande bland annat segergudinnan Victoria och tillfångatagna barbarer. Några fragment av bågen finns numera i Boboliträdgården i Florens.